# Club Unión Callao de Deportes
Unión Callao fue un club de fútbol peruano, que jugaba en la ciudad del Callao, Perú. Fue fundado en 1908 y jugó en la Primera División del Perú en los años 1950.

## Historia
El Club Unión Callao fue fundado en el Callao en 1908. En 1942 su presidente don Luis Zegarra Albarracín compra la categoría al Sportivo Águila y ese mismo año empezó a participar en la Tercera División de la Liga Regional de Lima y Callao logrando dos ascensos consecutivos hasta la Primera de la Liga Regional. En 1945 fue campeón de esa categoría y ascendió a Segunda División.
Fue campeón en 1950, 1952 y 1954 de la Segunda División del Perú . Participó en la Primera División del Perú en 1951 , 1953 y 1955. Ese último año descendió a Segunda y al año siguiente a la Liga del Callao. Participó en la Primera División de esta liga hasta que descendió en 1961 y al año siguiente no participó en la Segunda Amateur. En 1963 participó en la Tercera División del Callao y luego de esa edición no volvió a participar de torneos oficiales.

## Uniforme
- Uniforme titular: Camiseta amarilla, pantalón azul, medias azules.

## Escudo
El logo del club era una U y una C entrecruzadas.

## Datos del club
- Temporadas en Primera División: 3 (1951, 1953, 1955).
- Temporadas en Segunda División: 8 (1946 - 1950, 1952, 1954 y 1956).
- Mayor goleada conseguida:
  - Unión Callao 8:3 Santiago Barranco (15 de noviembre de 1952).[4]
- Mayor goleada recibida:
  - Atlético Chalaco 8:0 Unión Callao (26 de septiembre de 1953)

## Jugadores
De sus filas surgieron jugadores como Jacinto Villalba y Augusto Arrasco que posteriormente jugaron en clubes de la Primera División del Perú y del extranjero. Otros jugadores destacados que pasaron por el club fueron Bernabé Valverde, Segundo Castillo, Leonidas León, Dimas Zegarra y Segundo Guevara.

## Entrenadores
- Segundo Castillo (1953)
- Juan Bulnes Pérez (1954)
- Carlos Iturrizaga (1955)

## Palmarés
- Segunda División del Perú (3): 1950, 1952, 1954.
- Liga Regional de Lima y Callao (1): 1945.
- Subcampeón de la Segunda División del Perú (1): 1946.
- Subcampeón de la Liga Regional de Lima y Callao (1): 1944.
- Subcampeón de la Segunda División de la Liga Regional de Lima y Callao (1): 1943.